# Immanuel Nobel den yngre
 Der er flere personer med dette navn, se Immanuel Nobel.
Immanuel Nobel den yngre (født 24. marts 1801 i Gävle, død 3. september 1872 i Stockholm) var en svensk ingeniør, arkitekt, opfinder og industrialist. Han var søn af kirurgen Immanuel Nobel den ældre og far til Robert, Ludvig, Emil og Alfred Nobel, der senere grundlagde Nobelprisen. 
Nobel flyttede til Sankt Petersborg i 1838 for at sælge sine opfindelser. Familien boede i Rusland i to årtier. Blandt hans succesfulde opfindelser var en forbedret udgave af søminen. Han grundlagde senere en krigsmaterielfabrik, Fonderies et Ateliers Mécaniques Nobel Fils, der viste sig at blive en særdeles god forretning. Imidlertid betød zar Nikolaj den 1.'s død og afslutningen på Krimkrigen et skifte i russisk politik. Den nye zar Alexander 2. skar drastisk ned på militærbudgettet, hvilket bragte Nobels virksomhed i alvorlige økonomiske vanskeligheder. Immanuel Nobel overlod i 1859 lederskabet af virksomheden til sønnen Ludvig. 